# Johann Friedrich Mieg (Historiker)
Johann Friedrich Mieg (auch Johannes Friedrich Mieg der Jüngere; * 25. Oktober 1700 in Marburg; † 23. April 1788 in Heidelberg) war ein deutscher Historiker und reformierter Kirchenbeamter.

## Leben
Mieg stammte aus einer weitverzweigten, ursprünglich aus Straßburg stammenden Familie Mieg. Er war Sohn des Theologieprofessors Ludwig Christian Mieg und Enkel des Theologieprofessors Johann Friedrich Mieg der Ältere. Er wurde im September 1714 an der Universität Heidelberg immatrikuliert und wechselte im April 1715 an die Universität Marburg. Im November 1718 kehrte er an die Heidelberger Universität zurück, an der er den philosophischen Magistergrad erlangte.
Mieg erhielt zum 26. Januar 1722 eine Stelle als außerordentlicher Professor der Hebräischen Sprache an der Universität Heidelberg. Zum 7. Mai 1748 wechselte er als Rat an das kurpfälzische Ehegericht in Heidelberg, dessen Direktor er am 10. April 1771 wurde. Er erhielt den Titel Kirchenrat.
Der Theologieprofessor Johann Kasimir Mieg war sein Bruder.

## Werke (Auswahl)
- Die Unterpfalz und deren Haupt- auch kurfürstliche Residenzstadt Mannheim, Mannheim 1770.
- Deutschlands Geschichte; ältere und neuere Quellen, Mannheim 1773.
- Schrift- und geschichtsmäßiger Bericht von den christlichen Festzeiten, Worms 1775.
- Parnassus palatinus Phoebo gaudens, Heidelberg 1776.